# Merino (Victoria)
Merino es una ciudad del occidente de Victoria, Australia, a 363 kilómetros al oeste de la capital del estado, Melbourne. En el censo de 2021, Merino tenía una población de 249 habitantes.
El primer asentamiento europeo en la zona fue en 1837, cuando Francis Henty, hermano de Edward Henty, estableció la estación de Merino Downs. Henty estableció la estación después de un informe sobre los pastos de alta calidad del explorador Major Thomas Mitchell en la propiedad de Henty cerca de Portland. En 1854 se estableció una tienda y una agencia de correos y al año siguiente se vendieron los primeros lotes del pueblo. El 1 de junio de 1858 se abrió una oficina de correos oficial. La ciudad siguió creciendo durante las décadas de 1850 y 1860 con la construcción de iglesias, hoteles y escuelas. En 1870, el juzgado se trasladó de Digby a Merino. La fábrica de mantequilla cooperativa de Merino se estableció alrededor de 1885. Después de la Primera Guerra Mundial, la zona se abrió para el asentamiento de soldados. En 1955 Merino se conectó a la red eléctrica.
Merino cuenta con un cine patrimonial que se encuentra en el hotel Merino. Los golfistas juegan en el campo del Club de Golf de Merino en Digby Road.